# Geheimdiplomatie
Als Geheimdiplomatie bezeichnet man diplomatische Verhandlungen zwischen Staaten, die unter Ausschluss der Öffentlichkeit abgehalten werden.
Geheimdiplomatie ist vor allem in der Kabinettspolitik absolutistischer Monarchien üblich und gilt in demokratischen Staaten allgemein als umstritten.

## Hintergrund
An sich ist es für Diplomatie typisch, dass sie nicht-öffentlich abläuft, denn die Gefahr, dass einer der Verhandlungspartner sein Gesicht oder das Vertrauen anderer Staaten verliert, wenn bekannt wird, zu welchen Zugeständnissen er im Verhandlungsfall bereit ist, ist groß. Daher stehen die Inhalte bzw. Ziele geheimdiplomatischer Verhandlungen in der Regel im Widerspruch zur öffentlichen Position eines der Verhandlungspartner.
Aus diesem Grund war die Geheimdiplomatie in der Zeit der Kabinettspolitik üblich. Doch seit der Französischen Revolution, wo über internationale Verträge und Krieg und Frieden nicht Fürsten, sondern Nationen entscheiden, ist vorbereitende Propaganda die Voraussetzung für die Akzeptanz eines Vertrages oder eines Krieges in der Bevölkerung und daher übliches politisches Mittel.
Weil in der Zeit des Imperialismus Geheimverträge üblich wurden und angenommen wurde, dass sie zum Ausbruch des Ersten Weltkrieges beitrugen, forderte Woodrow Wilson in seinem 14-Punkte-Programm ein Verbot der Geheimdiplomatie.
Dennoch ist weiterhin Geheimhaltung in vielen Fällen notwendige Voraussetzung für diplomatischen Erfolg.
Beispiele sind der Hitler-Stalin-Pakt 1939, die Kubakrise 1962 und die deutsche Ostpolitik ab 1969.